# 小行星6618
小行星6618（英語：6618）是一颗围绕太阳公转的小行星。1936年9月16日，克萊德·湯博在弗拉格斯塔夫发现了此天体。
这颗小行星的绝对星等为110.5075998750433等。